# Коцурівський (доплив Горожанки)
Коцурівський — потік в Україні у Львівському районі Львівської області. Правий річки Горожанка (басейн Західного Бугу).

## Опис
Довжина потоку 7,5 км. Формується декількома безіменними струмками.

## Розташування
Бере початок на північно-зхідних схилах гори безіменної (471,9 м). Тече переважно на північний захід через село Коцурів і на північно-західній околиці села Звенигород впадає у річку Горожанку, ліву приоку річки Білки.

## Цікаві факти
- На потоку існують газгольдер та газова свердловина[1], а у XIX столітті — декілька водяних млинів[2].
- Біля витоку потоку пролягає автошлях Т 1425[4] (автомобільний шлях територіального значення у Львівській області.).